# Ella Enchanted
Ella Enchanted (Brasil: Uma Garota Encantada / Portugal: Ella Encantada) é um filme irlando-britano-estadunidense de 2004, dos gêneros comédia, romance e fantasia musical, dirigido por Tommy O'Haver e vagarmente baseado no romance homônimo de 1997 escrito por Gail Carson Levine. É protagonizado por Anne Hathaway e Hugh Dancy. O filme brinca com os elementos do mundo dos contos de fadas, mostrando também  fadas madrinhas, elfos, gnomos, gigantes e vários outros elementos e seres mágicos.

## Sinopse
Quando a jovem Ella de Frell nasceu, foi "abençoada" pela sua fada madrinha com o dom da obediência, que é ao mesmo tempo uma maldição. Ella tem de obedecer a tudo o que lhe ordenarem, por mais ridículo ou malévolo que seja. Tudo piora quando, passados alguns anos depois da morte da sua mãe, seu pai volta a se casar e traz para casa uma madrasta cruel e duas meias-irmãs sinistras, que ao descobrirem o dom de Ella, aproveitam para que ela faça tudo o que elas querem. Farta de sofrer às mãos de todos, Ella foge de casa com um livro mágico, à procura da fada madrinha para lhe pedir que retire o indesejado dom. Durante a sua viagem, Ella entra em perigosas e sombrias florestas nas quais encontra um mundo de fantasia, um belo príncipe e as mais estranhas personagens (tais como duendes, anões e gigantes) que a irão ajudar.

## Elenco
| Ator/Atriz      | Personagem                |
| --------------- | ------------------------- |
| Anne Hathaway   | Ella de Frell             |
| Hugh Dancy      | Príncipe "Char" Charmont  |
| Cary Elwes      | Sir Edgar                 |
| Aidan McArdle   | Slannen                   |
| Joanna Lumley   | Dama Olga                 |
| Lucy Punch      | Hattie                    |
| Jennifer Higham | Olive                     |
| Minnie Driver   | Mandy                     |
| Eric Idle       | O Narrador                |
| Steve Coogan    | Heston, a Cobra (voz)     |
| Jimi Mistry     | Benny                     |
| Vivica A. Fox   | Lucinda Perryweather      |
| Parminder Nagra | Areida                    |
| Jim Carter      | Nish, o Ogro              |
| Alvaro Lucchesi | Koopooduk, o Gigante      |
| Heidi Klum      | Brumhilda, a bela gigante |
| Patrick Bergin  | Sir Peter                 |
| Donna Dent      | Lady Eleanor              |

## Trilha sonora
| N.º | Título                                  | Artista(s)                     | Duração |  |
| 1.  | "Don't Go Breakin' My Heart"            | Jesse McCartney, Anne Hathaway | 3:10    |  |
| 2.  | "It's Not Just Make Believe"            | Kari Kimmel                    | 3:07    |  |
| 3.  | "True to Your Heart"                    | Raven-Symoné                   | 3:44    |  |
| 4.  | "Respect"                               | Kelly Clarkson                 | 2:17    |  |
| 5.  | "You Make Me Feel Like Dancing (Remix)" | Anne Hathaway                  | 3:20    |  |
| 6.  | "Walking on Sunshine"                   | Jump5                          | 4:06    |  |
| 7.  | "Magic"                                 | Stimulator                     | 3:53    |  |
| 8.  | "Strange Magic"                         | Darren Hayes                   | 3:52    |  |
| 9.  | "Somebody to Love"                      | Anne Hathaway                  | 3:23    |  |
| 10. | "Once Upon a Broken Heart"              | The Beu Sisters                | 4:09    |  |
| 11. | "If You Believe"                        | Andrea Remanda, Bryan Adams    | 3:59    |  |
| 12. | "Let Me Entertain You"                  | Elenco                         | 0:39    |  |

## Recepção da crítica
Ella Enchanted tem recepção mista por parte da crítica especializada. Com o tomatometer de 50% em base de 114 críticas, o Rotten Tomatoes publicou um consenso: "Hathaway é uma heroína charmosa, mas o enredo simples fica sobrecarregado por gimmickry bobo". Por parte da audiência do site tem 57% de aprovação.